# Marina Mora
Marina Beatriz Mora Montero (Guadalupe, La Libertad, 5 de octubre de 1979) es una modelo y empresaria peruana. 
Elegida Miss Perú Mundo 2001, por lo que representó al Perú el 7 de diciembre en el certamen Miss Mundo 2002, quedando como segunda finalista.

## Biografía
Nacida en Guadalupe, en La Libertad, distrito ubicado en el norte del Perú, es hija de Nora Montero Castañeda y Miguel Mora Costilla.  
Marina se preparó en el modelaje desde los 16 años. En 1999 participó en el certamen de belleza Miss Perú por primera vez.
En 2001 volvió a concursar en el certamen de belleza Miss Perú, el cual ganó; por ello al siguiente año participó en Miss Mundo 2002, certamen que tuvo lugar en Londres donde Marina quedó como segunda finalista. También participó en el Miss Latin Internacional.
En el 2003, fundó la Escuela de Modelaje Marina Mora, en que se dedica a la formaciones artísticas y culturales a jóvenes y niñas, además del modelaje, ofrece talleres de oratoria, teatro y empoderamiento femenino. Posteriormente fue renombrado como Marina Mora Escuela, que incluye la formación de nuevas figuras en diversos certámenes de belleza.
Como complemento en el mundo empresarial, lanzó una marca de cosméticos: Bellísima.
El 26 de febrero del 2022 contrajo nupcias con el empresario chileno Alejandro Valenzuela.
En mayo del 2023, Marina anunció estar embarazada por primera vez. En setiembre del mismo año, dio a luz a su primogénita, Sofía.

## Televisión
- R con Erre (2000–01), personal de modelos.
- Noche de estrellas (2003), presentadora junto a Laura Huarcayo.
- Porque hoy es sábado con Andrés (2014), con Andrés Hurtado. (Modelo y coconductora)
- Trendy (2015), presentadora.[6]